# Pelourinho de Veiros
O Pelourinho de Veiros situa-se na freguesia de Veiros, no município de Estremoz, distrito de Évora, Portugal.
Está classificado como IIP - Imóvel de Interesse Público desde 1933.

## Descrição
Pelourinho renascentista, em mármore de Estremoz. A base é formada por três degraus, donde se ergue o fuste quadrangular monolítico. Capitel clássico, tendo em cima uma esfera armilar e um pequeno plinto a rematar.
A coluna tem gravada uma inscrição na qual se pode ler a data de construção do original (1539), bem como a data de um restauro a que foi submetido (1739).